# Estorninho-dáurico
Estorninho-dáurico (Agropsar sturninus) é uma espécie de ave da família Sturnidae.
Pode ser encontrada nos seguintes países: Camboja, China, Ilha Christmas, Hong Kong, Índia, Indonésia, Japão, Coreia do Norte, Coreia do Sul, Laos, Malásia, Mongolia, Myanmar, Noruega, Paquistão, Rússia, Singapura, Taiwan, Tailândia, Reino Unido, Vietname e Iémen.
Os seus habitats naturais são: florestas boreais e florestas temperadas.